# Rencontres de la Ligue des champions de l'UEFA 2008-2009
 (avril 2021).
Cet article présente les résultats détaillés des rencontres de la Ligue des champions de l'UEFA 2008-2009.

## Phase de groupes

### Groupe A
| Rang | Équipe                | Pts | J | G | N | P | Bp | Bc | Diff |  | Résultats (▼ dom., ► ext.) |     |     |     |     |
| ---- | --------------------- | --- | - | - | - | - | -- | -- | ---- |  | -------------------------- | --- | --- | --- | --- |
| 1    | AS Rome               | 12  | 6 | 4 | 0 | 2 | 12 | 6  | +6   |  | AS Rome                    |     | 3-1 | 2-0 | 1-2 |
| 2    | Chelsea               | 11  | 6 | 3 | 2 | 1 | 9  | 5  | +4   |  | Chelsea                    | 1-0 |     | 4-0 | 2-1 |
| 3    | Girondins de Bordeaux | 7   | 6 | 2 | 1 | 3 | 5  | 11 | -6   |  | Girondins de Bordeaux      | 1-3 | 1-1 |     | 1-0 |
| 4    | CFR 1907 Cluj         | 4   | 6 | 1 | 1 | 4 | 5  | 9  | -4   |  | CFR 1907 Cluj              | 1-3 | 0-0 | 1-2 |     |

| 1re journée       | Chelsea                                             | 4–0 | Girondins de Bordeaux | Stamford Bridge, Londres                     |                                              |
| 16 septembre 2008 | Lampard 14e · Cole 30e · Malouda 82e · Anelka 90+2e |     |                       | Spectateurs : 39 635 Arbitrage : Pieter Vink | Spectateurs : 39 635 Arbitrage : Pieter Vink |
| 16 septembre 2008 | Rapport                                             |     |                       | Spectateurs : 39 635 Arbitrage : Pieter Vink | Spectateurs : 39 635 Arbitrage : Pieter Vink |

| 16 septembre 2008 | AS Rome     | 1–2 | CFR 1907 Cluj  | Stadio Olimpico, Rome                          |                                                |
|                   | Panucci 17e |     | Culio 27e, 49e | Spectateurs : 25 382 Arbitrage : Yuri Baskakov | Spectateurs : 25 382 Arbitrage : Yuri Baskakov |
|                   | Rapport     |     |                | Spectateurs : 25 382 Arbitrage : Yuri Baskakov | Spectateurs : 25 382 Arbitrage : Yuri Baskakov |

| 2e journée       | CFR 1907 Cluj | 0–0 | Chelsea | Dr. Constantin Radulescu stadium, Cluj-Napoca  |                                                |
| 1er octobre 2008 |               |     |         | Spectateurs : 20 320 Arbitrage : Florian Meyer | Spectateurs : 20 320 Arbitrage : Florian Meyer |
| 1er octobre 2008 | Rapport       |     |         | Spectateurs : 20 320 Arbitrage : Florian Meyer | Spectateurs : 20 320 Arbitrage : Florian Meyer |

| 1er octobre 2008 | Girondins de Bordeaux       | 1–3 | AS Rome                         | Stade Chaban-Delmas, Bordeaux                             |                                                           |
|                  | Gourcuff 18e · Henrique 36e |     | Vučinić 64e · Baptista 71e, 83e | Spectateurs : 26 920 Arbitrage : Alberto Undiano Mallenco | Spectateurs : 26 920 Arbitrage : Alberto Undiano Mallenco |
|                  | Rapport                     |     |                                 | Spectateurs : 26 920 Arbitrage : Alberto Undiano Mallenco | Spectateurs : 26 920 Arbitrage : Alberto Undiano Mallenco |

| 3e journée      | Girondins de Bordeaux | 1–0 | CFR 1907 Cluj | Stade Chaban-Delmas, Bordeaux               |                                             |
| 22 octobre 2008 | Cadu 54e (csc)        |     | Trică 90e     | Spectateurs : 26 213 Arbitrage : Ivan Bebek | Spectateurs : 26 213 Arbitrage : Ivan Bebek |
| 22 octobre 2008 | Rapport               |     |               | Spectateurs : 26 213 Arbitrage : Ivan Bebek | Spectateurs : 26 213 Arbitrage : Ivan Bebek |

| 22 octobre 2008 | Chelsea   | 1–0 | AS Rome | Stamford Bridge, Londres                        |                                                 |
|                 | Terry 77e |     |         | Spectateurs : 41 002 Arbitrage : Kýros Vassáras | Spectateurs : 41 002 Arbitrage : Kýros Vassáras |
|                 | Rapport   |     |         | Spectateurs : 41 002 Arbitrage : Kýros Vassáras | Spectateurs : 41 002 Arbitrage : Kýros Vassáras |

| 4e journée      | CFR 1907 Cluj | 1–2 | Girondins de Bordeaux    | Dr. Constantin Radulescu stadium, Cluj-Napoca    |                                                  |
| 4 novembre 2008 | Dani 9e       |     | Gourcuff 6e · Wendel 38e | Spectateurs : 19 380 Arbitrage : Massimo Busacca | Spectateurs : 19 380 Arbitrage : Massimo Busacca |
| 4 novembre 2008 | Rapport       |     |                          | Spectateurs : 19 380 Arbitrage : Massimo Busacca | Spectateurs : 19 380 Arbitrage : Massimo Busacca |

| 4 novembre 2008 | AS Rome                        | 3–1 | Chelsea              | Stadio Olimpico, Rome                                  |                                                        |
|                 | Panucci 33e · Vučinić 48e, 58e |     | Terry 75e · Deco 81e | Spectateurs : 35 038 Arbitrage : Luis Medina Cantalejo | Spectateurs : 35 038 Arbitrage : Luis Medina Cantalejo |
|                 | Rapport                        |     |                      | Spectateurs : 35 038 Arbitrage : Luis Medina Cantalejo | Spectateurs : 35 038 Arbitrage : Luis Medina Cantalejo |

| 5e journée       | Girondins de Bordeaux | 1–1 | Chelsea                  | Stade Chaban-Delmas, Bordeaux                       |                                                     |
| 26 novembre 2008 | Diarra 83e            |     | Anelka 60e · Lampard 86e | Spectateurs : 32 486 Arbitrage : Frank De Bleeckere | Spectateurs : 32 486 Arbitrage : Frank De Bleeckere |
| 26 novembre 2008 | Rapport               |     |                          | Spectateurs : 32 486 Arbitrage : Frank De Bleeckere | Spectateurs : 32 486 Arbitrage : Frank De Bleeckere |

| 26 novembre 2008 | CFR 1907 Cluj | 1–3 | AS Rome                     | Dr. Constantin Radulescu stadium, Cluj-Napoca     |                                                   |
|                  | Koné 30e      |     | Brighi 11e, 64e · Totti 23e | Spectateurs : 19 292 Arbitrage : Lucílio Baptista | Spectateurs : 19 292 Arbitrage : Lucílio Baptista |
|                  | Rapport       |     |                             | Spectateurs : 19 292 Arbitrage : Lucílio Baptista | Spectateurs : 19 292 Arbitrage : Lucílio Baptista |

| 6e journée      | Chelsea                | 2–1 | CFR 1907 Cluj | Stamford Bridge, Londres                          |                                                   |
| 9 décembre 2008 | Kalou 39e · Drogba 70e |     | Koné 55e      | Spectateurs : 41 060 Arbitrage : Peter Fröjdfeldt | Spectateurs : 41 060 Arbitrage : Peter Fröjdfeldt |
| 9 décembre 2008 | Rapport                |     |               | Spectateurs : 41 060 Arbitrage : Peter Fröjdfeldt | Spectateurs : 41 060 Arbitrage : Peter Fröjdfeldt |

| 9 décembre 2008 | AS Rome                | 2–0 | Girondins de Bordeaux | Stadio Olimpico, Rome                           |                                                 |
|                 | Brighi 61e · Totti 79e |     |                       | Spectateurs : 38 926 Arbitrage : Herbert Fandel | Spectateurs : 38 926 Arbitrage : Herbert Fandel |
|                 | Rapport                |     |                       | Spectateurs : 38 926 Arbitrage : Herbert Fandel | Spectateurs : 38 926 Arbitrage : Herbert Fandel |

### Groupe B
| Rang | Équipe                | Pts | J | G | N | P | Bp | Bc | Diff |  | Résultats (▼ dom., ► ext.) |     |     |     |     |
| ---- | --------------------- | --- | - | - | - | - | -- | -- | ---- |  | -------------------------- | --- | --- | --- | --- |
| 1    | Panathinaïkos         | 10  | 6 | 3 | 1 | 2 | 8  | 7  | +1   |  | Panathinaïkos              |     | 0-2 | 2-2 | 1-0 |
| 2    | Inter Milan           | 8   | 6 | 2 | 2 | 2 | 8  | 7  | +1   |  | Inter Milan                | 0-1 |     | 1-1 | 1-0 |
| 3    | Werder Brême          | 7   | 6 | 1 | 4 | 1 | 7  | 9  | -2   |  | Werder Brême               | 0-3 | 2-1 |     | 0-0 |
| 4    | Anorthosis Famagouste | 6   | 6 | 1 | 3 | 2 | 8  | 8  | 0    |  | Anorthosis Famagouste      | 3-1 | 3-3 | 2-2 |     |

| 1re journée       | Panathinaïkos | 0–2 | Inter Milan               | Stade olympique, Athènes                                        |                                                                 |
| 16 septembre 2008 |               |     | Mancini 27e · Adriano 85e | Spectateurs : 58 378 Arbitrage : Manuel Enrique Mejuto Gonzalez | Spectateurs : 58 378 Arbitrage : Manuel Enrique Mejuto Gonzalez |
| 16 septembre 2008 | Rapport       |     |                           | Spectateurs : 58 378 Arbitrage : Manuel Enrique Mejuto Gonzalez | Spectateurs : 58 378 Arbitrage : Manuel Enrique Mejuto Gonzalez |

| 16 septembre 2008 | Werder Brême | 0–0 | Anorthosis Famagouste | Weserstadion, Brême                            |
|                   |              |     |                       | Spectateurs : 34 690 Arbitrage : Craig Thomson |
|                   | Rapport      |     |                       |                                                |

| 2e journée       | Anorthosis Famagouste                             | 3–1 | Panathinaïkos          | GSP Stadium, Nicosie                            |                                                 |
| 1er octobre 2008 | Sarriegi 11e (csc) · Dobrašinović 15e · Taher 78e |     | Salpingidis 27e (pen.) | Spectateurs : 19 259 Arbitrage : Eric Braamhaar | Spectateurs : 19 259 Arbitrage : Eric Braamhaar |
| 1er octobre 2008 | Rapport                                           |     |                        | Spectateurs : 19 259 Arbitrage : Eric Braamhaar | Spectateurs : 19 259 Arbitrage : Eric Braamhaar |

| 1er octobre 2008 | Inter Milan | 1–1 | Werder Brême | Stadio Giuseppe Meazza, Milan                 |                                               |
|                  | Maicon 13e  |     | Pizarro 62e  | Spectateurs : 32 965 Arbitrage : Ľuboš Micheľ | Spectateurs : 32 965 Arbitrage : Ľuboš Micheľ |
|                  | Rapport     |     |              | Spectateurs : 32 965 Arbitrage : Ľuboš Micheľ | Spectateurs : 32 965 Arbitrage : Ľuboš Micheľ |

| 3e journée      | Inter Milan | 1–0 | Anorthosis Famagouste | Stadio Giuseppe Meazza, Milan                |                                              |
| 22 octobre 2008 | Adriano 43e |     |                       | Spectateurs : 27 247 Arbitrage : Howard Webb | Spectateurs : 27 247 Arbitrage : Howard Webb |
| 22 octobre 2008 | Rapport     |     |                       | Spectateurs : 27 247 Arbitrage : Howard Webb | Spectateurs : 27 247 Arbitrage : Howard Webb |

| 22 octobre 2008 | Panathinaïkos     | 2–2 | Werder Brême                       | Stade olympique, Athènes                    |                                             |
|                 | Mántzios 36e, 68e |     | Mertesacker 29e · Hugo Almeida 83e | Spectateurs : 54 089 Arbitrage : Mike Riley | Spectateurs : 54 089 Arbitrage : Mike Riley |
|                 | Rapport           |     |                                    | Spectateurs : 54 089 Arbitrage : Mike Riley | Spectateurs : 54 089 Arbitrage : Mike Riley |

| 4e journée      | Anorthosis Famagouste                   | 3–3 | Inter Milan                              | GSP Stadium, Nicosie                             |                                                  |
| 4 novembre 2008 | Bardon 31e · Panagi 45+1e · Froúsos 49e |     | Balotelli 13e · Materazzi 44e · Cruz 80e | Spectateurs : 17 140 Arbitrage : Laurent Duhamel | Spectateurs : 17 140 Arbitrage : Laurent Duhamel |
| 4 novembre 2008 | Rapport                                 |     |                                          | Spectateurs : 17 140 Arbitrage : Laurent Duhamel | Spectateurs : 17 140 Arbitrage : Laurent Duhamel |

| 4 novembre 2008 | Werder Brême | 0–3 | Panathinaïkos                               | Weserstadion, Brême                            |                                                |
|                 |              |     | Mántzios 58e · Karagoúnis 70e · Tziólis 83e | Spectateurs : 35 968 Arbitrage : Viktor Kassai | Spectateurs : 35 968 Arbitrage : Viktor Kassai |
|                 | Rapport      |     |                                             | Spectateurs : 35 968 Arbitrage : Viktor Kassai | Spectateurs : 35 968 Arbitrage : Viktor Kassai |

| 5e journée       | Inter Milan | 0–1 | Panathinaïkos | Stadio Giuseppe Meazza, Milan                       |                                                     |
| 26 novembre 2008 |             |     | Sarriegi 69e  | Spectateurs : 34 955 Arbitrage : Tom Henning Øvrebø | Spectateurs : 34 955 Arbitrage : Tom Henning Øvrebø |
| 26 novembre 2008 | Rapport     |     |               | Spectateurs : 34 955 Arbitrage : Tom Henning Øvrebø | Spectateurs : 34 955 Arbitrage : Tom Henning Øvrebø |

| 26 novembre 2008 | Anorthosis Famagouste    | 2–2 | Werder Brême                        | GSP Stadium, Nicosie                                            |                                                                 |
|                  | Nicolaou 62e · Sàvio 68e |     | Diego 72e (pen.) · Hugo Almeida 87e | Spectateurs : 18 461 Arbitrage : Manuel Enrique Mejuto Gonzalez | Spectateurs : 18 461 Arbitrage : Manuel Enrique Mejuto Gonzalez |
|                  | Rapport                  |     |                                     | Spectateurs : 18 461 Arbitrage : Manuel Enrique Mejuto Gonzalez | Spectateurs : 18 461 Arbitrage : Manuel Enrique Mejuto Gonzalez |

| 6e journée      | Panathinaïkos  | 1–0 | Anorthosis Famagouste | Stade olympique, Athènes                        |                                                 |
| 9 décembre 2008 | Karagoúnis 69e |     |                       | Spectateurs : 59 872 Arbitrage : Bertrand Layec | Spectateurs : 59 872 Arbitrage : Bertrand Layec |
| 9 décembre 2008 | Rapport        |     |                       | Spectateurs : 59 872 Arbitrage : Bertrand Layec | Spectateurs : 59 872 Arbitrage : Bertrand Layec |

| 9 décembre 2008 | Werder Brême                | 2–1 | Inter Milan     | Weserstadion, Brême                          |                                              |
|                 | Pizarro 63e · Rosenberg 81e |     | Ibrahimović 88e | Spectateurs : 35 000 Arbitrage : Pieter Vink | Spectateurs : 35 000 Arbitrage : Pieter Vink |
|                 | Rapport                     |     |                 | Spectateurs : 35 000 Arbitrage : Pieter Vink | Spectateurs : 35 000 Arbitrage : Pieter Vink |

### Groupe C
| Rang | Équipe            | Pts | J | G | N | P | Bp | Bc | Diff |  | Résultats (▼ dom., ► ext.) |     |     |     |     |
| ---- | ----------------- | --- | - | - | - | - | -- | -- | ---- |  | -------------------------- | --- | --- | --- | --- |
| 1    | FC Barcelone      | 13  | 6 | 4 | 1 | 1 | 18 | 8  | +10  |  | FC Barcelone               |     | 3-1 | 2-3 | 1-1 |
| 2    | Sporting Portugal | 12  | 6 | 4 | 0 | 2 | 8  | 8  | 0    |  | Sporting Portugal          | 2-5 |     | 1-0 | 2-0 |
| 3    | Chakhtior Donetsk | 9   | 6 | 3 | 0 | 3 | 11 | 7  | +4   |  | Chakhtior Donetsk          | 1-2 | 0-1 |     | 5-0 |
| 4    | FC Bâle           | 1   | 6 | 0 | 1 | 5 | 2  | 16 | -14  |  | FC Bâle                    | 0-5 | 0-1 | 1-2 |     |

| 1re journée       | FC Bâle       | 1–2 | Chakhtior Donetsk              | Parc Saint-Jacques, Bâle                     |                                              |
| 16 septembre 2008 | Abraham 90+3e |     | Fernandinho 25e · Jádson 45+1e | Spectateurs : 34 820 Arbitrage : Terje Hauge | Spectateurs : 34 820 Arbitrage : Terje Hauge |
| 16 septembre 2008 | Rapport       |     |                                | Spectateurs : 34 820 Arbitrage : Terje Hauge | Spectateurs : 34 820 Arbitrage : Terje Hauge |

| 16 septembre 2008 | FC Barcelone                             | 3–1 | Sporting Portugal | Camp Nou, Barcelone                              |                                                  |
|                   | Márquez 21e · Eto'o 60e (Pen) · Xavi 87e |     | Tonel 72e         | Spectateurs : 58 354 Arbitrage : Laurent Duhamel | Spectateurs : 58 354 Arbitrage : Laurent Duhamel |
|                   | Rapport                                  |     |                   | Spectateurs : 58 354 Arbitrage : Laurent Duhamel | Spectateurs : 58 354 Arbitrage : Laurent Duhamel |

| 2e journée       | Sporting Portugal          | 2– 0 | FC Bâle | Stade José Alvalade XXI, Lisbonne               |                                                 |
| 1er octobre 2008 | Romagnoli 55e · Derlei 86e |      |         | Spectateurs : 22 638 Arbitrage : Nicola Rizzoli | Spectateurs : 22 638 Arbitrage : Nicola Rizzoli |
| 1er octobre 2008 | Rapport                    |      |         | Spectateurs : 22 638 Arbitrage : Nicola Rizzoli | Spectateurs : 22 638 Arbitrage : Nicola Rizzoli |

| 1er octobre 2008 | Chakhtior Donetsk | 1– 2 | FC Barcelone     | Lokomotiv Stadium, Donetsk                   |                                              |
|                  | Ilson 45e         |      | Messi 87e, 90+4e | Spectateurs : 25 300 Arbitrage : Howard Webb | Spectateurs : 25 300 Arbitrage : Howard Webb |
|                  | Rapport           |      |                  | Spectateurs : 25 300 Arbitrage : Howard Webb | Spectateurs : 25 300 Arbitrage : Howard Webb |

| 3e journée      | Chakhtior Donetsk | 0–1 | Sporting Portugal | Lokomotiv Stadium, Donetsk                      |                                                 |
| 22 octobre 2008 |                   |     | Liédson 76e       | Spectateurs : 23 120 Arbitrage : Herbert Fandel | Spectateurs : 23 120 Arbitrage : Herbert Fandel |
| 22 octobre 2008 | Rapport           |     |                   | Spectateurs : 23 120 Arbitrage : Herbert Fandel | Spectateurs : 23 120 Arbitrage : Herbert Fandel |

| 22 octobre 2008 | FC Bâle | 0–5 | FC Barcelone                                        | Parc Saint-Jacques, Bâle                        |                                                 |
|                 |         |     | Messi 4e · Busquets 15e · Krkić 22e, 46e · Xavi 48e | Spectateurs : 37 500 Arbitrage : Eric Braamhaar | Spectateurs : 37 500 Arbitrage : Eric Braamhaar |
|                 | Rapport |     |                                                     | Spectateurs : 37 500 Arbitrage : Eric Braamhaar | Spectateurs : 37 500 Arbitrage : Eric Braamhaar |

| 4e journée      | Sporting Portugal | 1–0 | Chakhtior Donetsk | Stade José Alvalade XXI, Lisbonne            |                                              |
| 4 novembre 2008 | Derlei 73e        |     |                   | Spectateurs : 24 282 Arbitrage : Alain Hamer | Spectateurs : 24 282 Arbitrage : Alain Hamer |
| 4 novembre 2008 | Rapport           |     |                   | Spectateurs : 24 282 Arbitrage : Alain Hamer | Spectateurs : 24 282 Arbitrage : Alain Hamer |

| 4 novembre 2008 | FC Barcelone | 1–1 | FC Bâle      | Camp Nou, Barcelone                                  |                                                      |
|                 | Messi 62e    |     | Derdiyok 82e | Spectateurs : 49 479 Arbitrage : Alexandru Dan Tudor | Spectateurs : 49 479 Arbitrage : Alexandru Dan Tudor |
|                 | Rapport      |     |              | Spectateurs : 49 479 Arbitrage : Alexandru Dan Tudor | Spectateurs : 49 479 Arbitrage : Alexandru Dan Tudor |

| 5e journée       | Chakhtior Donetsk                                  | 5–0 | FC Bâle | Lokomotiv Stadium, Donetsk                          |                                                     |
| 26 novembre 2008 | Jádson 32e, 65e, 72e · Willian 50e · Seleznyov 75e |     |         | Spectateurs : 14 000 Arbitrage : Kristinn Jakobsson | Spectateurs : 14 000 Arbitrage : Kristinn Jakobsson |
| 26 novembre 2008 | Rapport                                            |     |         | Spectateurs : 14 000 Arbitrage : Kristinn Jakobsson | Spectateurs : 14 000 Arbitrage : Kristinn Jakobsson |

| 26 novembre 2008 | Sporting Portugal                                  | 2–5 | FC Barcelone                                                             | Stade José Alvalade XXI, Lisbonne                 |                                                   |
|                  | Miguel Veloso 65e · Liédson 66e · Rui Patrício 71e |     | Henry 14e · Piqué 17e · Messi 49e · Caneira 67e (csc) · Krkić 73e (pen.) | Spectateurs : 31 765 Arbitrage : Matteo Trefoloni | Spectateurs : 31 765 Arbitrage : Matteo Trefoloni |
|                  | Rapport                                            |     |                                                                          | Spectateurs : 31 765 Arbitrage : Matteo Trefoloni | Spectateurs : 31 765 Arbitrage : Matteo Trefoloni |

| 6e journée      | FC Bâle | 0–1 | Sporting Portugal | Parc Saint-Jacques, Bâle                       |                                                |
| 9 décembre 2008 |         |     | Djaló 19e         | Spectateurs : 30 248 Arbitrage : Paul Allaerts | Spectateurs : 30 248 Arbitrage : Paul Allaerts |
| 9 décembre 2008 | Rapport |     |                   | Spectateurs : 30 248 Arbitrage : Paul Allaerts | Spectateurs : 30 248 Arbitrage : Paul Allaerts |

| 9 décembre 2008 | FC Barcelone                | 2–3 | Chakhtior Donetsk                  | Camp Nou, Barcelone                         |                                             |
|                 | Sylvinho 59e · Busquets 83e |     | Gladkiy 31e, 58e · Fernandinho 76e | Spectateurs : 22 763 Arbitrage : Mike Riley | Spectateurs : 22 763 Arbitrage : Mike Riley |
|                 | Rapport                     |     |                                    | Spectateurs : 22 763 Arbitrage : Mike Riley | Spectateurs : 22 763 Arbitrage : Mike Riley |

### Groupe D
| Rang | Équipe                 | Pts | J | G | N | P | Bp | Bc | Diff |  | Résultats (▼ dom., ► ext.) |     |     |     |     |
| ---- | ---------------------- | --- | - | - | - | - | -- | -- | ---- |  | -------------------------- | --- | --- | --- | --- |
| 1    | Liverpool FC           | 14  | 6 | 4 | 2 | 0 | 11 | 5  | +6   |  | Liverpool FC               |     | 1-1 | 1-0 | 3-1 |
| 2    | Atlético Madrid        | 12  | 6 | 3 | 3 | 0 | 9  | 4  | +5   |  | Atlético Madrid            | 1-1 |     | 2-1 | 2-1 |
| 3    | Olympique de Marseille | 4   | 6 | 1 | 1 | 4 | 5  | 7  | -2   |  | Olympique de Marseille     | 1-2 | 0-0 |     | 3-0 |
| 4    | PSV Eindhoven          | 3   | 6 | 1 | 0 | 5 | 5  | 14 | -9   |  | PSV Eindhoven              | 1-3 | 0-3 | 2-0 |     |

| 1re journée       | PSV Eindhoven | 0–3 | Atlético Madrid              | Philips Stadion, Eindhoven                       |                                                  |
| 16 septembre 2008 |               |     | Agüero 9e, 36e · Maniche 54e | Spectateurs : 29 000 Arbitrage : Roberto Rosetti | Spectateurs : 29 000 Arbitrage : Roberto Rosetti |
| 16 septembre 2008 | Rapport       |     |                              | Spectateurs : 29 000 Arbitrage : Roberto Rosetti | Spectateurs : 29 000 Arbitrage : Roberto Rosetti |

| 16 septembre 2008 | Olympique de Marseille | 1–2 | Liverpool FC            | Stade Vélodrome, Marseille                     |                                                |
|                   | Cana 23e               |     | Gerrard 26e, 32e (pen.) | Spectateurs : 44 841 Arbitrage : Konrad Plautz | Spectateurs : 44 841 Arbitrage : Konrad Plautz |
|                   | Rapport                |     |                         | Spectateurs : 44 841 Arbitrage : Konrad Plautz | Spectateurs : 44 841 Arbitrage : Konrad Plautz |

| 2e journée       | Liverpool FC                      | 3–1 | PSV Eindhoven  | Anfield, Liverpool                           |                                              |
| 1er octobre 2008 | Kuyt 4e · Keane 34e · Gerrard 76e |     | Koevermans 78e | Spectateurs : 41 097 Arbitrage : Felix Brych | Spectateurs : 41 097 Arbitrage : Felix Brych |
| 1er octobre 2008 | Rapport                           |     |                | Spectateurs : 41 097 Arbitrage : Felix Brych | Spectateurs : 41 097 Arbitrage : Felix Brych |

| 1er octobre 2008 | Atlético Madrid             | 2– 1 | Olympique de Marseille | Stade Vicente Calderón, Madrid                      |                                                     |
|                  | Agüero 4e · Raúl García 22e |      | Niang 16e              | Spectateurs : 39 898 Arbitrage : Tom Henning Øvrebø | Spectateurs : 39 898 Arbitrage : Tom Henning Øvrebø |
|                  | Rapport                     |      |                        | Spectateurs : 39 898 Arbitrage : Tom Henning Øvrebø | Spectateurs : 39 898 Arbitrage : Tom Henning Øvrebø |

| 3e journée      | Atlético Madrid | 1– 1 | Liverpool FC | Stade Vicente Calderón, Madrid                   |                                                  |
| 22 octobre 2008 | Simão 83e       |      | Keane 14e    | Spectateurs : 48 769 Arbitrage : Claus Bo Larsen | Spectateurs : 48 769 Arbitrage : Claus Bo Larsen |
| 22 octobre 2008 | Rapport         |      |              | Spectateurs : 48 769 Arbitrage : Claus Bo Larsen | Spectateurs : 48 769 Arbitrage : Claus Bo Larsen |

| 22 octobre 2008 | PSV Eindhoven       | 2–0 | Olympique de Marseille | Philips Stadion, Eindhoven                     |                                                |
|                 | Koevermans 71e, 85e |     |                        | Spectateurs : 29 000 Arbitrage : Damir Skomina | Spectateurs : 29 000 Arbitrage : Damir Skomina |
|                 | Rapport             |     |                        | Spectateurs : 29 000 Arbitrage : Damir Skomina | Spectateurs : 29 000 Arbitrage : Damir Skomina |

| 4e journée      | Liverpool FC         | 1–1 | Atlético Madrid | Anfield, Liverpool                              |                                                 |
| 4 novembre 2008 | Gerrard 90+5e (pen.) |     | Rodríguez 37e   | Spectateurs : 42 010 Arbitrage : Martin Hansson | Spectateurs : 42 010 Arbitrage : Martin Hansson |
| 4 novembre 2008 | Rapport              |     |                 | Spectateurs : 42 010 Arbitrage : Martin Hansson | Spectateurs : 42 010 Arbitrage : Martin Hansson |

| 4 novembre 2008 | Olympique de Marseille    | 3–0 | PSV Eindhoven | Stade Vélodrome, Marseille                      |                                                 |
|                 | Koné 30e · Niang 64e, 72e |     |               | Spectateurs : 48 777 Arbitrage : Nicola Rizzoli | Spectateurs : 48 777 Arbitrage : Nicola Rizzoli |
|                 | Rapport                   |     |               | Spectateurs : 48 777 Arbitrage : Nicola Rizzoli | Spectateurs : 48 777 Arbitrage : Nicola Rizzoli |

| 5e journée       | Atlético Madrid           | 2–1 | PSV Eindhoven  | Stade Vicente Calderón, Madrid             |                                            |
| 26 novembre 2008 | Simão 14e · Rodríguez 28e |     | Koevermans 47e | Spectateurs : 0 Arbitrage : Nicola Rizzoli | Spectateurs : 0 Arbitrage : Nicola Rizzoli |
| 26 novembre 2008 | Rapport                   |     |                | Spectateurs : 0 Arbitrage : Nicola Rizzoli | Spectateurs : 0 Arbitrage : Nicola Rizzoli |

| 26 novembre 2008 | Liverpool FC | 1–0 | Olympique de Marseille | Anfield, Liverpool                                    |                                                       |
|                  | Gerrard 23e  |     |                        | Spectateurs : 40 024 Arbitrage : Olegário Benquerença | Spectateurs : 40 024 Arbitrage : Olegário Benquerença |
|                  | Rapport      |     |                        | Spectateurs : 40 024 Arbitrage : Olegário Benquerença | Spectateurs : 40 024 Arbitrage : Olegário Benquerença |

| 6e journée      | PSV Eindhoven | 1–3 | Liverpool FC                        | Philips Stadion, Eindhoven                      |                                                 |
| 9 décembre 2008 | Lazović 36e   |     | Babel 45+2e · Riera 68e · N'Gog 77e | Spectateurs : 33 500 Arbitrage : Nikolay Ivanov | Spectateurs : 33 500 Arbitrage : Nikolay Ivanov |
| 9 décembre 2008 | Rapport       |     |                                     | Spectateurs : 33 500 Arbitrage : Nikolay Ivanov | Spectateurs : 33 500 Arbitrage : Nikolay Ivanov |

| 9 décembre 2008 | Olympique de Marseille | 0–0 | Atlético Madrid | Stade Vélodrome, Marseille                      |
|                 |                        |     |                 | Spectateurs : 49 663 Arbitrage : Wolfgang Stark |
|                 | Rapport                |     |                 |                                                 |

### Groupe E

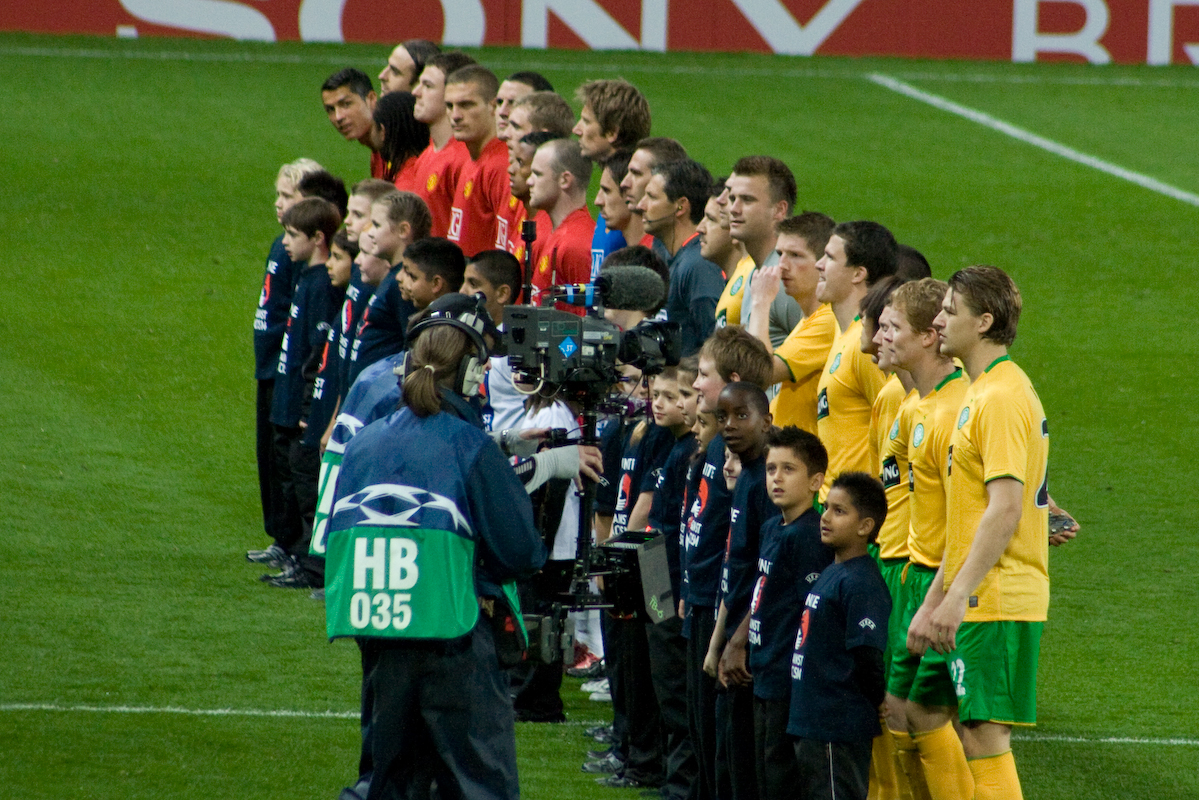
Alignement des joueurs du Manchester United FC et du Celtic FC avant leur match de la 3e journée à Old Trafford.

| Rang | Équipe            | Pts | J | G | N | P | Bp | Bc | Diff |  | Résultats (▼ dom., ► ext.) |     |     |     |     |
| ---- | ----------------- | --- | - | - | - | - | -- | -- | ---- |  | -------------------------- | --- | --- | --- | --- |
| 1    | Manchester United | 10  | 6 | 2 | 4 | 0 | 9  | 3  | +6   |  | Manchester United          |     | 0-0 | 2-2 | 3-0 |
| 2    | Villarreal CF     | 9   | 6 | 2 | 3 | 1 | 9  | 7  | +2   |  | Villarreal CF              | 0-0 |     | 6-3 | 1-0 |
| 3    | AaB Ålborg        | 6   | 6 | 1 | 3 | 2 | 8  | 13 | -5   |  | AaB Ålborg                 | 0-3 | 2-2 |     | 2-1 |
| 4    | Celtic Glasgow    | 5   | 6 | 1 | 2 | 3 | 4  | 7  | -3   |  | Celtic Glasgow             | 1-1 | 2-0 | 0-0 |     |

| 1re journée       | Manchester United | 0–0 | Villarreal CF | Old Trafford, Manchester                        |                                                 |
| 17 septembre 2008 |                   |     |               | Spectateurs : 74 944 Arbitrage : Wolfgang Stark | Spectateurs : 74 944 Arbitrage : Wolfgang Stark |
| 17 septembre 2008 | Rapport           |     |               | Spectateurs : 74 944 Arbitrage : Wolfgang Stark | Spectateurs : 74 944 Arbitrage : Wolfgang Stark |

| 17 septembre 2008 | Celtic Glasgow | 0–0 | AaB Ålborg    | Celtic Park, Glasgow                             |                                                  |
|                   |                |     | Beauchamp 79e | Spectateurs : 58 754 Arbitrage : Matteo Trefolon | Spectateurs : 58 754 Arbitrage : Matteo Trefolon |
|                   | Rapport        |     |               | Spectateurs : 58 754 Arbitrage : Matteo Trefolon | Spectateurs : 58 754 Arbitrage : Matteo Trefolon |

| 2e journée        | AaB Ålborg | 0–3 | Manchester United              | Aalborg Stadion, Ålborg                               |                                                       |
| 30 septembre 2008 |            |     | Rooney 22e · Berbatov 55e, 79e | Spectateurs : 10 346 Arbitrage : Olegário Benquerença | Spectateurs : 10 346 Arbitrage : Olegário Benquerença |
| 30 septembre 2008 | Rapport    |     |                                | Spectateurs : 10 346 Arbitrage : Olegário Benquerença | Spectateurs : 10 346 Arbitrage : Olegário Benquerença |

| 30 septembre 2008 | Villarreal CF | 1–0 | Celtic Glasgow | El Madrigal, Vila-real                         |                                                |
|                   | Senna 67e     |     |                | Spectateurs : 21 515 Arbitrage : Viktor Kassai | Spectateurs : 21 515 Arbitrage : Viktor Kassai |
|                   | Rapport       |     |                | Spectateurs : 21 515 Arbitrage : Viktor Kassai | Spectateurs : 21 515 Arbitrage : Viktor Kassai |

| 3e journée      | Villarreal CF                                                  | 6–3 | AaB Ålborg                                      | El Madrigal, Vila-real                         |                                                |
| 21 octobre 2008 | Rossi 28e · Capdevila 33e · Llorente 67e, 70e, 84e · Pirès 79e |     | Saganowski 19e · Enevoldsen 36e · Johansson 77e | Spectateurs : 15 959 Arbitrage : Florian Meyer | Spectateurs : 15 959 Arbitrage : Florian Meyer |
| 21 octobre 2008 | Rapport                                                        |     |                                                 | Spectateurs : 15 959 Arbitrage : Florian Meyer | Spectateurs : 15 959 Arbitrage : Florian Meyer |

| 21 octobre 2008 | Manchester United              | 3–0 | Celtic Glasgow | Old Trafford, Manchester                            |                                                     |
|                 | Berbatov 29e, 51e · Rooney 76e |     |                | Spectateurs : 74 655 Arbitrage : Frank De Bleeckere | Spectateurs : 74 655 Arbitrage : Frank De Bleeckere |
|                 | Rapport                        |     |                | Spectateurs : 74 655 Arbitrage : Frank De Bleeckere | Spectateurs : 74 655 Arbitrage : Frank De Bleeckere |

| 4e journée      | AaB Ålborg          | 2–2 | Villarreal CF          | Aalborg Stadion, Ålborg                         |                                                 |
| 5 novembre 2008 | Curth 54e · Due 81e |     | Rossi 41e · Franco 75e | Spectateurs : 10 355 Arbitrage : Bertrand Layec | Spectateurs : 10 355 Arbitrage : Bertrand Layec |
| 5 novembre 2008 | Rapport             |     |                        | Spectateurs : 10 355 Arbitrage : Bertrand Layec | Spectateurs : 10 355 Arbitrage : Bertrand Layec |

| 5 novembre 2008 | Celtic Glasgow | 1–1 | Manchester United | Celtic Park, Glasgow                                |                                                     |
|                 | McDonald 13e   |     | Giggs 84e         | Spectateurs : 58 903 Arbitrage : Tom Henning Øvrebø | Spectateurs : 58 903 Arbitrage : Tom Henning Øvrebø |
|                 | Rapport        |     |                   | Spectateurs : 58 903 Arbitrage : Tom Henning Øvrebø | Spectateurs : 58 903 Arbitrage : Tom Henning Øvrebø |

| 5e journée       | Villarreal CF | 0–0 | Manchester United | El Madrigal, Vila-real                           |                                                  |
| 25 novembre 2008 | Capdevila 82e |     |                   | Spectateurs : 22 529 Arbitrage : Roberto Rosetti | Spectateurs : 22 529 Arbitrage : Roberto Rosetti |
| 25 novembre 2008 | Rapport       |     |                   | Spectateurs : 22 529 Arbitrage : Roberto Rosetti | Spectateurs : 22 529 Arbitrage : Roberto Rosetti |

| 25 novembre 2008 | AaB Ålborg                    | 2–1 | Celtic Glasgow | Ålborg Stadion, Ålborg                         |                                                |
|                  | Cacá 73e · Caldwell 87e (csc) |     | Robson 53e     | Spectateurs : 10 096 Arbitrage : Konrad Plautz | Spectateurs : 10 096 Arbitrage : Konrad Plautz |
|                  | Rapport                       |     |                | Spectateurs : 10 096 Arbitrage : Konrad Plautz | Spectateurs : 10 096 Arbitrage : Konrad Plautz |

| 6e journée       | Manchester United     | 2–2 | AaB Ålborg                 | Old Trafford, Manchester                         |                                                  |
| 10 décembre 2008 | Tévez 3e · Rooney 52e |     | Jakobsen 31e · Curth 45+2e | Spectateurs : 74 382 Arbitrage : Laurent Duhamel | Spectateurs : 74 382 Arbitrage : Laurent Duhamel |
| 10 décembre 2008 | Rapport               |     |                            | Spectateurs : 74 382 Arbitrage : Laurent Duhamel | Spectateurs : 74 382 Arbitrage : Laurent Duhamel |

| 10 décembre 2008 | Celtic Glasgow              | 2–0 | Villarreal CF | Celtic Park, Glasgow                               |                                                    |
|                  | Maloney 14e · McGeady 45+2e |     |               | Spectateurs : 58 014 Arbitrage : Claudio Circhetta | Spectateurs : 58 014 Arbitrage : Claudio Circhetta |
|                  | Rapport                     |     |               | Spectateurs : 58 014 Arbitrage : Claudio Circhetta | Spectateurs : 58 014 Arbitrage : Claudio Circhetta |

### Groupe F
| Rang | Équipe             | Pts | J | G | N | P | Bp | Bc | Diff |  | Résultats (▼ dom., ► ext.) |     |     |     |     |
| ---- | ------------------ | --- | - | - | - | - | -- | -- | ---- |  | -------------------------- | --- | --- | --- | --- |
| 1    | Bayern Munich      | 14  | 6 | 4 | 2 | 0 | 12 | 4  | +8   |  | Bayern Munich              |     | 1-1 | 3-0 | 3-0 |
| 2    | Olympique lyonnais | 11  | 6 | 3 | 2 | 1 | 14 | 10 | +4   |  | Olympique lyonnais         | 2-3 |     | 2-2 | 2-0 |
| 3    | AC Fiorentina      | 6   | 6 | 1 | 3 | 2 | 5  | 8  | -3   |  | AC Fiorentina              | 1-1 | 1-2 |     | 0-0 |
| 4    | Steaua Bucarest    | 1   | 6 | 0 | 1 | 5 | 3  | 12 | -9   |  | Steaua Bucarest            | 0-1 | 3-5 | 0-1 |     |

| 1re journée       | Steaua Bucarest | 0–1 | Bayern Munich  | Stade Ghencea, Bucarest                          |                                                  |
| 17 septembre 2008 |                 |     | Van Buyten 15e | Spectateurs : 13 379 Arbitrage : Claus Bo Larsen | Spectateurs : 13 379 Arbitrage : Claus Bo Larsen |
| 17 septembre 2008 | Rapport         |     |                | Spectateurs : 13 379 Arbitrage : Claus Bo Larsen | Spectateurs : 13 379 Arbitrage : Claus Bo Larsen |

| 17 septembre 2008 | Olympique lyonnais          | 2–2 | AC Fiorentina     | Stade de Gerland, Lyon                            |                                                   |
|                   | Piquionne 73e · Benzema 86e |     | Gilardino 12e 42e | Spectateurs : 43 000 Arbitrage : Peter Fröjdfeldt | Spectateurs : 43 000 Arbitrage : Peter Fröjdfeldt |
|                   | Rapport                     |     |                   | Spectateurs : 43 000 Arbitrage : Peter Fröjdfeldt | Spectateurs : 43 000 Arbitrage : Peter Fröjdfeldt |

| 2e journée        | Bayern Munich  | 1– 1 | Olympique lyonnais   | Allianz Arena, Munich                           |                                                 |
| 30 septembre 2008 | Zé Roberto 52e |      | Demichelis 25e (csc) | Spectateurs : 64 000 Arbitrage : Kýros Vassáras | Spectateurs : 64 000 Arbitrage : Kýros Vassáras |
| 30 septembre 2008 | Rapport        |      |                      | Spectateurs : 64 000 Arbitrage : Kýros Vassáras | Spectateurs : 64 000 Arbitrage : Kýros Vassáras |

| 30 septembre 2008 | AC Fiorentina | 0–0 | Steaua Bucarest | Stadio Artemio Franchi, Florence            |
|                   |               |     |                 | Spectateurs : 25 383 Arbitrage : Mike Riley |
|                   | Rapport       |     |                 |                                             |

| 3e journée      | Bayern Munich                                  | 3–0 | AC Fiorentina | Allianz Arena, Munich                                 |                                                       |
| 21 octobre 2008 | Klose 4e · Schweinsteiger 25e · Zé Roberto 90e |     |               | Spectateurs : 66 000 Arbitrage : Olegário Benquerença | Spectateurs : 66 000 Arbitrage : Olegário Benquerença |
| 21 octobre 2008 | Rapport                                        |     |               | Spectateurs : 66 000 Arbitrage : Olegário Benquerença | Spectateurs : 66 000 Arbitrage : Olegário Benquerença |

| 21 octobre 2008 | Steaua Bucarest                    | 3–5 | Olympique lyonnais                             | Stade Ghencea, Bucarest                            |                                                    |
|                 | Arthuro 8e · Goian 11e · Petre 45e |     | Keita 23e · Benzema 33e, 71e · Fred 69e, 90+2e | Spectateurs : 15 239 Arbitrage : Grzegorz Gilewski | Spectateurs : 15 239 Arbitrage : Grzegorz Gilewski |
|                 | Rapport                            |     |                                                | Spectateurs : 15 239 Arbitrage : Grzegorz Gilewski | Spectateurs : 15 239 Arbitrage : Grzegorz Gilewski |

| 4e journée      | AC Fiorentina | 1–1 | Bayern Munich | Stadio Artemio Franchi, Florence                          |                                                           |
| 5 novembre 2008 | Mutu 11e      |     | Borowski 78e  | Spectateurs : 37 034 Arbitrage : Alberto Undiano Mallenco | Spectateurs : 37 034 Arbitrage : Alberto Undiano Mallenco |
| 5 novembre 2008 | Rapport       |     |               | Spectateurs : 37 034 Arbitrage : Alberto Undiano Mallenco | Spectateurs : 37 034 Arbitrage : Alberto Undiano Mallenco |

| 5 novembre 2008 | Olympique lyonnais           | 2–0 | Steaua Bucarest | Stade de Gerland, Lyon                                          |                                                                 |
|                 | Juninho 44e · Réveillere 89e |     |                 | Spectateurs : 37 243 Arbitrage : Manuel Enrique Mejuto Gonzalez | Spectateurs : 37 243 Arbitrage : Manuel Enrique Mejuto Gonzalez |
|                 | Rapport                      |     |                 | Spectateurs : 37 243 Arbitrage : Manuel Enrique Mejuto Gonzalez | Spectateurs : 37 243 Arbitrage : Manuel Enrique Mejuto Gonzalez |

| 5e journée       | Bayern Munich             | 3–0 | Steaua Bucarest | Allianz Arena, Munich                           |                                                 |
| 25 novembre 2008 | Klose 57e, 71e · Toni 61e |     |                 | Spectateurs : 64 000 Arbitrage : Eric Braamhaar | Spectateurs : 64 000 Arbitrage : Eric Braamhaar |
| 25 novembre 2008 | Rapport                   |     |                 | Spectateurs : 64 000 Arbitrage : Eric Braamhaar | Spectateurs : 64 000 Arbitrage : Eric Braamhaar |

| 25 novembre 2008 | AC Fiorentina | 1–2 | Olympique lyonnais       | Stadio Artemio Franchi, Florence               |                                                |
|                  | Gilardino 45e |     | Makoun 15e · Benzema 27e | Spectateurs : 23 736 Arbitrage : Viktor Kassai | Spectateurs : 23 736 Arbitrage : Viktor Kassai |
|                  | Rapport       |     |                          | Spectateurs : 23 736 Arbitrage : Viktor Kassai | Spectateurs : 23 736 Arbitrage : Viktor Kassai |

| 6e journée       | Steaua Bucarest | 0–1 | AC Fiorentina | Stade Ghencea, Bucarest                                |                                                        |
| 10 décembre 2008 |                 |     | Gilardino 66e | Spectateurs : 14 862 Arbitrage : Luis Medina Cantalejo | Spectateurs : 14 862 Arbitrage : Luis Medina Cantalejo |
| 10 décembre 2008 | Rapport         |     |               | Spectateurs : 14 862 Arbitrage : Luis Medina Cantalejo | Spectateurs : 14 862 Arbitrage : Luis Medina Cantalejo |

| 10 décembre 2008 | Olympique lyonnais      | 2–3 | Bayern Munich               | Stade de Gerland, Lyon                       |                                              |
|                  | Govou 52e · Benzema 68e |     | Klose 11e, 37e · Ribéry 34e | Spectateurs : 38 349 Arbitrage : Howard Webb | Spectateurs : 38 349 Arbitrage : Howard Webb |
|                  | Rapport                 |     |                             | Spectateurs : 38 349 Arbitrage : Howard Webb | Spectateurs : 38 349 Arbitrage : Howard Webb |

### Groupe G
| Rang | Équipe      | Pts | J | G | N | P | Bp | Bc | Diff |  | Résultats (▼ dom., ► ext.) |     |     |     |     |
| ---- | ----------- | --- | - | - | - | - | -- | -- | ---- |  | -------------------------- | --- | --- | --- | --- |
| 1    | FC Porto    | 12  | 6 | 4 | 0 | 2 | 9  | 8  | +1   |  | FC Porto                   |     | 2-0 | 0-1 | 3-1 |
| 2    | Arsenal     | 11  | 6 | 3 | 2 | 1 | 11 | 5  | +6   |  | Arsenal                    | 4-0 |     | 1-0 | 0-0 |
| 3    | Dynamo Kiev | 8   | 6 | 2 | 2 | 2 | 4  | 4  | 0    |  | Dynamo Kiev                | 1-2 | 1-1 |     | 1-0 |
| 4    | Fenerbahçe  | 2   | 6 | 0 | 2 | 4 | 4  | 11 | -7   |  | Fenerbahçe                 | 1-2 | 2-5 | 0-0 |     |

| 1er journée       | Dynamo Kiev         | 1–1 | Arsenal    | Lobanovsky Dynamo Stadium, Kiev                        |                                                        |
| 17 septembre 2008 | Bangoura 64e (pen.) |     | Gallas 88e | Spectateurs : 16 800 Arbitrage : Luis Medina Cantalejo | Spectateurs : 16 800 Arbitrage : Luis Medina Cantalejo |
| 17 septembre 2008 | Rapport             |     |            | Spectateurs : 16 800 Arbitrage : Luis Medina Cantalejo | Spectateurs : 16 800 Arbitrage : Luis Medina Cantalejo |

| 17 septembre 2008 | FC Porto                              | 3–1 | Fenerbahçe | Estádio do Dragão, Porto                        |                                                 |
|                   | Lisandro 10e · Lucho 13e · Lino 90+2e |     | Güiza 29e  | Spectateurs : 38 709 Arbitrage : Bertrand Layec | Spectateurs : 38 709 Arbitrage : Bertrand Layec |
|                   | Rapport                               |     |            | Spectateurs : 38 709 Arbitrage : Bertrand Layec | Spectateurs : 38 709 Arbitrage : Bertrand Layec |

| 2e journée        | Arsenal                                      | 4–0 | FC Porto | Emirates Stadium, Londres                       |                                                 |
| 30 septembre 2008 | Van Persie 31e 48e · Adebayor 40e 71e (pen.) |     |          | Spectateurs : 59 623 Arbitrage : Herbert Fandel | Spectateurs : 59 623 Arbitrage : Herbert Fandel |
| 30 septembre 2008 | Rapport                                      |     |          | Spectateurs : 59 623 Arbitrage : Herbert Fandel | Spectateurs : 59 623 Arbitrage : Herbert Fandel |

| 30 septembre 2008 | Fenerbahçe | 0–0 | Dynamo Kiev | Stade Şükrü Saraçoğlu, Istanbul                   |
|                   |            |     |             | Spectateurs : 35 112 Arbitrage : Thomas Einwaller |
|                   | Rapport    |     |             |                                                   |

| 3e journée      | Fenerbahçe                      | 2–5 | Arsenal                                                          | Stade Şükrü Saraçoğlu, Istanbul                   |                                                   |
| 21 octobre 2008 | Silvestre 19e (csc) · Güiza 78e |     | Adebayor 10e · Walcott 11e · Diaby 22e · Song 49e · Ramsey 90+4e | Spectateurs : 42 619 Arbitrage : Peter Fröjdfeldt | Spectateurs : 42 619 Arbitrage : Peter Fröjdfeldt |
| 21 octobre 2008 | Rapport                         |     |                                                                  | Spectateurs : 42 619 Arbitrage : Peter Fröjdfeldt | Spectateurs : 42 619 Arbitrage : Peter Fröjdfeldt |

| 21 octobre 2008 | FC Porto | 0–1 | Dynamo Kiev | Estádio do Dragão, Porto                     |                                              |
|                 |          |     | Aliyev 27e  | Spectateurs : 32 209 Arbitrage : Terje Hauge | Spectateurs : 32 209 Arbitrage : Terje Hauge |
|                 | Rapport  |     |             | Spectateurs : 32 209 Arbitrage : Terje Hauge | Spectateurs : 32 209 Arbitrage : Terje Hauge |

| 4e journée      | Arsenal | 0–0 | Fenerbahçe | Emirates Stadium, Londres                        |                                                  |
| 5 novembre 2008 |         |     |            | Spectateurs : 60 003 Arbitrage : Roberto Rosetti | Spectateurs : 60 003 Arbitrage : Roberto Rosetti |
| 5 novembre 2008 | Rapport |     |            | Spectateurs : 60 003 Arbitrage : Roberto Rosetti | Spectateurs : 60 003 Arbitrage : Roberto Rosetti |

| 5 novembre 2008 | Dynamo Kiev   | 1–2 | FC Porto                        | Lobanovsky Dynamo Stadium, Kiev                |                                                |
|                 | Milevskyi 21e |     | Rolando 69e · Lucho 90+2e 90+3e | Spectateurs : 16 300 Arbitrage : Konrad Plautz | Spectateurs : 16 300 Arbitrage : Konrad Plautz |
|                 | Rapport       |     |                                 | Spectateurs : 16 300 Arbitrage : Konrad Plautz | Spectateurs : 16 300 Arbitrage : Konrad Plautz |

| 5e journée       | Fenerbahçe         | 1–2 | FC Porto          | Stade Şükrü Saraçoğlu, Istanbul                           |                                                           |
| 25 novembre 2008 | Kazim-Richards 63e |     | Lisandro 19e, 28e | Spectateurs : 38 120 Arbitrage : Alberto Undiano Mallenco | Spectateurs : 38 120 Arbitrage : Alberto Undiano Mallenco |
| 25 novembre 2008 | Rapport            |     |                   | Spectateurs : 38 120 Arbitrage : Alberto Undiano Mallenco | Spectateurs : 38 120 Arbitrage : Alberto Undiano Mallenco |

| 25 novembre 2008 | Arsenal      | 1–0 | Dynamo Kiev | Emirates Stadium, Londres                    |                                              |
|                  | Bendtner 87e |     | Aliyev 89e  | Spectateurs : 59 374 Arbitrage : Alain Hamer | Spectateurs : 59 374 Arbitrage : Alain Hamer |
|                  | Rapport      |     |             | Spectateurs : 59 374 Arbitrage : Alain Hamer | Spectateurs : 59 374 Arbitrage : Alain Hamer |

| 6e journée       | FC Porto                 | 2–0 | Arsenal | Estádio do Dragão, Porto                        |                                                 |
| 10 décembre 2008 | Alves 39e · Lisandro 54e |     |         | Spectateurs : 37 602 Arbitrage : Kyros Vassaras | Spectateurs : 37 602 Arbitrage : Kyros Vassaras |
| 10 décembre 2008 | Rapport                  |     |         | Spectateurs : 37 602 Arbitrage : Kyros Vassaras | Spectateurs : 37 602 Arbitrage : Kyros Vassaras |

| 10 décembre 2008 | Dynamo Kiev  | 1–0 | Fenerbahçe | Lobanovsky Dynamo Stadium, Kiev                |                                                |
|                  | Eremenko 20e |     |            | Spectateurs : 14 000 Arbitrage : Florian Meyer | Spectateurs : 14 000 Arbitrage : Florian Meyer |
|                  | Rapport      |     |            | Spectateurs : 14 000 Arbitrage : Florian Meyer | Spectateurs : 14 000 Arbitrage : Florian Meyer |

### Groupe H
| Rang | Équipe                   | Pts | J | G | N | P | Bp | Bc | Diff |  | Résultats (▼ dom., ► ext.) |     |     |     |     |
| ---- | ------------------------ | --- | - | - | - | - | -- | -- | ---- |  | -------------------------- | --- | --- | --- | --- |
| 1    | Juventus                 | 12  | 6 | 3 | 3 | 0 | 7  | 3  | +4   |  | Juventus                   |     | 2-1 | 1-0 | 0-0 |
| 2    | Real Madrid              | 12  | 6 | 4 | 0 | 2 | 9  | 5  | +4   |  | Real Madrid                | 0-2 |     | 3-0 | 2-0 |
| 3    | Zénith Saint-Pétersbourg | 5   | 6 | 1 | 2 | 3 | 4  | 7  | -3   |  | Zénith Saint-Pétersbourg   | 0-0 | 1-2 |     | 1-1 |
| 4    | BATE Borisov             | 3   | 6 | 0 | 3 | 3 | 3  | 8  | -5   |  | BATE Borisov               | 2-2 | 0-1 | 0-2 |     |

| 1er journée       | Juventus      | 1–0 | Zénith Saint-Pétersbourg | Stadio Olimpico, Turin                              |                                                     |
| 17 septembre 2008 | Del Piero 76e |     |                          | Spectateurs : 20 853 Arbitrage : Frank De Bleeckere | Spectateurs : 20 853 Arbitrage : Frank De Bleeckere |
| 17 septembre 2008 | Rapport       |     |                          | Spectateurs : 20 853 Arbitrage : Frank De Bleeckere | Spectateurs : 20 853 Arbitrage : Frank De Bleeckere |

| 17 septembre 2008 | Real Madrid                      | 2–0 | BATE Borisov | Stade Santiago-Bernabéu, Madrid              |                                              |
|                   | S.Ramos 11e · Van Nistelrooy 57e |     | Khagush 62e  | Spectateurs : 55 099 Arbitrage : Alain Hamer | Spectateurs : 55 099 Arbitrage : Alain Hamer |
|                   | Rapport                          |     |              | Spectateurs : 55 099 Arbitrage : Alain Hamer | Spectateurs : 55 099 Arbitrage : Alain Hamer |

| 2e journée        | Zénith Saint-Pétersbourg | 1–2 | Real Madrid                           | Stade Petrovski, Saint-Pétersbourg               |                                                  |
| 30 septembre 2008 | Danny 25e                |     | Hubočan 4e (csc) · Van Nistelrooy 31e | Spectateurs : 21 075 Arbitrage : Massimo Busacca | Spectateurs : 21 075 Arbitrage : Massimo Busacca |
| 30 septembre 2008 | Rapport                  |     |                                       | Spectateurs : 21 075 Arbitrage : Massimo Busacca | Spectateurs : 21 075 Arbitrage : Massimo Busacca |

| 30 septembre 2008 | BATE Borisov                | 2–2 | Juventus         | Stade Dinamo, Minsk                              |                                                  |
|                   | Krivets 17e · Stasevich 23e |     | Iaquinta 29e 45e | Spectateurs : 31 400 Arbitrage : Martin Atkinson | Spectateurs : 31 400 Arbitrage : Martin Atkinson |
|                   | Rapport                     |     |                  | Spectateurs : 31 400 Arbitrage : Martin Atkinson | Spectateurs : 31 400 Arbitrage : Martin Atkinson |

| 3e journée      | Zénith Saint-Pétersbourg | 1– 1 | BATE Borisov   | Stade Petrovski, Saint-Pétersbourg             |                                                |
| 21 octobre 2008 | Tekke 80e                |      | Nekhaychik 52e | Spectateurs : 19 500 Arbitrage : Pedro Proença | Spectateurs : 19 500 Arbitrage : Pedro Proença |
| 21 octobre 2008 | Rapport                  |      |                | Spectateurs : 19 500 Arbitrage : Pedro Proença | Spectateurs : 19 500 Arbitrage : Pedro Proença |

| 21 octobre 2008 | Juventus                  | 2–1 | Real Madrid        | Stadio Olimpico, Turin                          |                                                 |
|                 | Del Piero 5e · Amauri 49e |     | Van Nistelrooy 66e | Spectateurs : 25 813 Arbitrage : Wolfgang Stark | Spectateurs : 25 813 Arbitrage : Wolfgang Stark |
|                 | Rapport                   |     |                    | Spectateurs : 25 813 Arbitrage : Wolfgang Stark | Spectateurs : 25 813 Arbitrage : Wolfgang Stark |

| 4e journée      | BATE Borisov | 0–2 | Zénith Saint-Pétersbourg                      | Stade Dinamo, Minsk                              |                                                  |
| 5 novembre 2008 |              |     | Pogrebnyak 34e · Danny 90+4e · Puygrenier 73e | Spectateurs : 28 793 Arbitrage : Stéphane Lannoy | Spectateurs : 28 793 Arbitrage : Stéphane Lannoy |
| 5 novembre 2008 | Rapport      |     |                                               | Spectateurs : 28 793 Arbitrage : Stéphane Lannoy | Spectateurs : 28 793 Arbitrage : Stéphane Lannoy |

| 5 novembre 2008 | Real Madrid | 0–2 | Juventus          | Stade Santiago-Bernabéu, Madrid              |                                              |
|                 |             |     | Del Piero 17e 67e | Spectateurs : 71 560 Arbitrage : Pieter Vink | Spectateurs : 71 560 Arbitrage : Pieter Vink |
|                 | Rapport     |     |                   | Spectateurs : 71 560 Arbitrage : Pieter Vink | Spectateurs : 71 560 Arbitrage : Pieter Vink |

| 5e journée       | Zénith Saint-Pétersbourg | 0–0 | Juventus | Stade Petrovski, Saint-Pétersbourg               |                                                  |
| 25 novembre 2008 |                          |     |          | Spectateurs : 20 155 Arbitrage : Claus Bo Larsen | Spectateurs : 20 155 Arbitrage : Claus Bo Larsen |
| 25 novembre 2008 | Rapport                  |     |          | Spectateurs : 20 155 Arbitrage : Claus Bo Larsen | Spectateurs : 20 155 Arbitrage : Claus Bo Larsen |

| 25 novembre 2008 | BATE Borisov | 0–1 | Real Madrid | Stade Dinamo, Minsk                          |                                              |
|                  |              |     | Raúl 7e     | Spectateurs : 30 500 Arbitrage : Terje Hauge | Spectateurs : 30 500 Arbitrage : Terje Hauge |
|                  | Rapport      |     |             | Spectateurs : 30 500 Arbitrage : Terje Hauge | Spectateurs : 30 500 Arbitrage : Terje Hauge |

| 6e journée       | Juventus | 0–0 | BATE Borisov | Stadio Olimpico, Turin                           |                                                  |
| 10 décembre 2008 |          |     |              | Spectateurs : 5 763 Arbitrage : Costas Kapitanis | Spectateurs : 5 763 Arbitrage : Costas Kapitanis |
| 10 décembre 2008 | Rapport  |     |              | Spectateurs : 5 763 Arbitrage : Costas Kapitanis | Spectateurs : 5 763 Arbitrage : Costas Kapitanis |

| 10 décembre 2008 | Real Madrid                | 3–0 | Zénith Saint-Pétersbourg | Stade Santiago-Bernabéu, Madrid                 |                                                 |
|                  | Raúl 25e, 57e · Robben 50e |     |                          | Spectateurs : 46 265 Arbitrage : Jonas Eriksson | Spectateurs : 46 265 Arbitrage : Jonas Eriksson |
|                  | Rapport                    |     |                          | Spectateurs : 46 265 Arbitrage : Jonas Eriksson | Spectateurs : 46 265 Arbitrage : Jonas Eriksson |

## Phase à élimination directe

### Huitièmes de finale

#### Match aller
| 24 février 2009 20:45 (CEST) | Atlético Madrid                  | 2–2 | FC Porto         | Stade Vicente Calderón, Madrid               |                                              |
|                              | Maxi Rodríguez 3e · Forlán 45+2e |     | Lisandro 22e 72e | Spectateurs : 47 000 Arbitrage : Howard Webb | Spectateurs : 47 000 Arbitrage : Howard Webb |
|                              | Rapport                          |     |                  | Spectateurs : 47 000 Arbitrage : Howard Webb | Spectateurs : 47 000 Arbitrage : Howard Webb |

| 24 février 2009 20:45 (CEST) | Olympique lyonnais | 1–1 | FC Barcelone | Stade de Gerland, Lyon                          |                                                 |
|                              | Juninho 7e         |     | Henry 67e    | Spectateurs : 39 258 Arbitrage : Wolfgang Stark | Spectateurs : 39 258 Arbitrage : Wolfgang Stark |
|                              | Rapport            |     |              | Spectateurs : 39 258 Arbitrage : Wolfgang Stark | Spectateurs : 39 258 Arbitrage : Wolfgang Stark |

| 24 février 2009 20:45 (CEST) | Arsenal               | 1–0 | AS Rome | Emirates Stadium, Londres                        |                                                  |
|                              | Van Persie 37e (pen.) |     |         | Spectateurs : 60 003 Arbitrage : Claus Bo Larsen | Spectateurs : 60 003 Arbitrage : Claus Bo Larsen |
|                              | Rapport               |     |         | Spectateurs : 60 003 Arbitrage : Claus Bo Larsen | Spectateurs : 60 003 Arbitrage : Claus Bo Larsen |

| 24 février 2009 20:45 (CEST) | Inter Milan | 0–0 | Manchester United | Stadio San Siro, Milan                                 |
|                              |             |     |                   | Spectateurs : 80 018 Arbitrage : Luis Medina Cantalejo |
|                              | Rapport     |     |                   |                                                        |

| 25 février 2009 20:45 (CEST) | Real Madrid | 0–1 | Liverpool    | Stade Santiago-Bernabéu, Madrid                  |                                                  |
|                              |             |     | Benayoun 82e | Spectateurs : 71 579 Arbitrage : Roberto Rosetti | Spectateurs : 71 579 Arbitrage : Roberto Rosetti |
|                              | Rapport     |     |              | Spectateurs : 71 579 Arbitrage : Roberto Rosetti | Spectateurs : 71 579 Arbitrage : Roberto Rosetti |

| 25 février 2009 20:45 (CEST) | Chelsea    | 1–0 | Juventus | Stamford Bridge, Londres                              |                                                       |
|                              | Drogba 12e |     |          | Spectateurs : 38 079 Arbitrage : Olegário Benquerença | Spectateurs : 38 079 Arbitrage : Olegário Benquerença |
|                              | Rapport    |     |          | Spectateurs : 38 079 Arbitrage : Olegário Benquerença | Spectateurs : 38 079 Arbitrage : Olegário Benquerença |

| 25 février 2009 20:45 (CEST) | Villarreal CF    | 1–1 | Panathinaïkos  | El Madrigal, Vila-real                         |                                                |
|                              | Rossi 67e (pen.) |     | Karagoúnis 59e | Spectateurs : 21 810 Arbitrage : Konrad Plautz | Spectateurs : 21 810 Arbitrage : Konrad Plautz |
|                              | Rapport          |     |                | Spectateurs : 21 810 Arbitrage : Konrad Plautz | Spectateurs : 21 810 Arbitrage : Konrad Plautz |

| 25 février 2009 20:45 (CEST) | Sporting Portugal | 0–5 | Bayern Munich                                      | Stade José Alvalade XXI, Lisbonne               |                                                 |
|                              |                   |     | Ribéry 42e 63e (pen.) · Klose 57e · Toni 84e 90+1e | Spectateurs : 35 163 Arbitrage : Bertrand Layec | Spectateurs : 35 163 Arbitrage : Bertrand Layec |
|                              | Rapport           |     |                                                    | Spectateurs : 35 163 Arbitrage : Bertrand Layec | Spectateurs : 35 163 Arbitrage : Bertrand Layec |

#### Match retour
| 10 mars 2009 20:45 (CEST) | Liverpool                                         | 4–0 | Real Madrid | Anfield, Liverpool                                  |                                                     |
|                           | Torres 16e · Gerrard 28e (pen.) 47e · Dossena 88e |     |             | Spectateurs : 42 550 Arbitrage : Frank De Bleeckere | Spectateurs : 42 550 Arbitrage : Frank De Bleeckere |
|                           | Rapport                                           |     |             | Spectateurs : 42 550 Arbitrage : Frank De Bleeckere | Spectateurs : 42 550 Arbitrage : Frank De Bleeckere |

| 10 mars 2009 20:45 (CEST) | Juventus                                            | 2–2 | Chelsea                   | Stadio Olimpico, Turin                                    |                                                           |
|                           | Iaquinta 19e · Del Piero 74e (pen.) · Chiellini 70e |     | Essien 45+1e · Drogba 83e | Spectateurs : 27 319 Arbitrage : Alberto Undiano Mallenco | Spectateurs : 27 319 Arbitrage : Alberto Undiano Mallenco |
|                           | Rapport                                             |     |                           | Spectateurs : 27 319 Arbitrage : Alberto Undiano Mallenco | Spectateurs : 27 319 Arbitrage : Alberto Undiano Mallenco |

| 10 mars 2009 20:45 (CEST) | Panathinaïkos | 1–2 | Villarreal CF              | Stade olympiques, Athènes                        |                                                  |
|                           | Mántzios 55e  |     | Ibagaza 49e · Llorente 70e | Spectateurs : 60 616 Arbitrage : Massimo Busacca | Spectateurs : 60 616 Arbitrage : Massimo Busacca |
|                           | Rapport       |     |                            | Spectateurs : 60 616 Arbitrage : Massimo Busacca | Spectateurs : 60 616 Arbitrage : Massimo Busacca |

| 10 mars 2009 20:45 (CEST) | Bayern Munich                                                                                           | 7–1 | Sporting Portugal | Allianz-Arena, Munich                           |                                                 |
|                           | Podolski 7e 34e · Polga 39e (csc) · Schweinsteiger 43e · Van Bommel 74e · Klose 82e (pen.) · Müller 90e |     | Moutinho 42e      | Spectateurs : 65 000 Arbitrage : Martin Hansson | Spectateurs : 65 000 Arbitrage : Martin Hansson |
|                           | Rapport                                                                                                 |     |                   | Spectateurs : 65 000 Arbitrage : Martin Hansson | Spectateurs : 65 000 Arbitrage : Martin Hansson |

| 11 mars 2009 20:45 (CEST) | FC Porto | 0–0 | Atlético Madrid | Estádio do Dragão, Porto                     |
|                           |          |     |                 | Spectateurs : 46 509 Arbitrage : Pieter Vink |
|                           | Rapport  |     |                 |                                              |

| 11 mars 2009 20:45 (CEST) | FC Barcelone                                        | 5–2 | Olympique lyonnais                       | Camp Nou, Barcelone                                 |                                                     |
|                           | Henry 25e 27e · Messi 40e · Eto'o 43e · Keita 90+5e |     | Makoun 44e · Juninho 48e · Juninho 90+1e | Spectateurs : 86 368 Arbitrage : Tom Henning Øvrebø | Spectateurs : 86 368 Arbitrage : Tom Henning Øvrebø |
|                           | Rapport                                             |     |                                          | Spectateurs : 86 368 Arbitrage : Tom Henning Øvrebø | Spectateurs : 86 368 Arbitrage : Tom Henning Øvrebø |

| 11 mars 2009 20:45 (CEST)                                                    | AS Rome           | 1–0 a. p.                                                                 | Arsenal | Stadio Olimpico, Rome                                           |                                                                 |
|                                                                              | Juan 9e           |                                                                           |         | Spectateurs : 62 383 Arbitrage : Manuel Enrique Mejuto Gonzalez | Spectateurs : 62 383 Arbitrage : Manuel Enrique Mejuto Gonzalez |
|                                                                              | Rapport           |                                                                           |         | Spectateurs : 62 383 Arbitrage : Manuel Enrique Mejuto Gonzalez | Spectateurs : 62 383 Arbitrage : Manuel Enrique Mejuto Gonzalez |
| Pizarro · Vučinić · Baptista · Montella · Totti · Aquilani · Riise · Tonetto | Tirs au but 6 - 7 | Eduardo · van Persie · Walcott · Nasri · Denílson · Touré · Sagna · Diaby |         | Spectateurs : 62 383 Arbitrage : Manuel Enrique Mejuto Gonzalez | Spectateurs : 62 383 Arbitrage : Manuel Enrique Mejuto Gonzalez |

| 11 mars 2009 20:45 (CEST) | Manchester United        | 2–0 | Inter Milan | Old Trafford, Manchester                        |                                                 |
|                           | Vidić 4e · C.Ronaldo 49e |     |             | Spectateurs : 74 769 Arbitrage : Wolfgang Stark | Spectateurs : 74 769 Arbitrage : Wolfgang Stark |
|                           | Rapport                  |     |             | Spectateurs : 74 769 Arbitrage : Wolfgang Stark | Spectateurs : 74 769 Arbitrage : Wolfgang Stark |

### Quarts de finale

#### Match aller
| 7 avril 2009 20:45 (CEST) | Villarreal CF | 1–1 | Arsenal      | El Madrigal, Vila-real                              |                                                     |
|                           | Senna 10e     |     | Adebayor 66e | Spectateurs : 21 577 Arbitrage : Tom Henning Øvrebø | Spectateurs : 21 577 Arbitrage : Tom Henning Øvrebø |
|                           | Rapport       |     |              | Spectateurs : 21 577 Arbitrage : Tom Henning Øvrebø | Spectateurs : 21 577 Arbitrage : Tom Henning Øvrebø |

| 7 avril 2009 20:45 (CEST) | Manchester United      | 2–2 | FC Porto                   | Old Trafford, Manchester                       |                                                |
|                           | Rooney 15e · Tévez 85e |     | Rodríguez 4e · Mariano 89e | Spectateurs : 74 517 Arbitrage : Konrad Plautz | Spectateurs : 74 517 Arbitrage : Konrad Plautz |
|                           | Rapport                |     |                            | Spectateurs : 74 517 Arbitrage : Konrad Plautz | Spectateurs : 74 517 Arbitrage : Konrad Plautz |

| 8 avril 2009 20:45 (CEST) | Liverpool | 1–3 | Chelsea                       | Anfield, Liverpool                               |                                                  |
|                           | Torres 6e |     | Ivanović 39e 62e · Drogba 66e | Spectateurs : 42 543 Arbitrage : Claus Bo Larsen | Spectateurs : 42 543 Arbitrage : Claus Bo Larsen |
|                           | Rapport   |     |                               | Spectateurs : 42 543 Arbitrage : Claus Bo Larsen | Spectateurs : 42 543 Arbitrage : Claus Bo Larsen |

| 8 avril 2009 20:45 (CEST) | FC Barcelone                         | 4–0 | Bayern Munich | Camp Nou, Barcelone                          |                                              |
|                           | Messi 9e 38e · Eto'o 12e · Henry 43e |     |               | Spectateurs : 93 219 Arbitrage : Howard Webb | Spectateurs : 93 219 Arbitrage : Howard Webb |
|                           | Rapport                              |     |               | Spectateurs : 93 219 Arbitrage : Howard Webb | Spectateurs : 93 219 Arbitrage : Howard Webb |

#### Match retour
| 15 avril 2009 20:45 (CEST) | Arsenal                                           | 3–0 | Villarreal CF | Emirates Stadium, Londres                       |                                                 |
|                            | Walcott 10e · Adebayor 60e · Van Persie 69e (Pen) |     | Eguren 67e    | Spectateurs : 59 233 Arbitrage : Wolfgang Stark | Spectateurs : 59 233 Arbitrage : Wolfgang Stark |
|                            | Rapport                                           |     |               | Spectateurs : 59 233 Arbitrage : Wolfgang Stark | Spectateurs : 59 233 Arbitrage : Wolfgang Stark |

| 15 avril 2009 20:45 (CEST) | FC Porto | 0–1 | Manchester United | Estádio do Dragão, Porto                         |                                                  |
|                            |          |     | C.Ronaldo 6e      | Spectateurs : 50 010 Arbitrage : Massimo Busacca | Spectateurs : 50 010 Arbitrage : Massimo Busacca |
|                            | Rapport  |     |                   | Spectateurs : 50 010 Arbitrage : Massimo Busacca | Spectateurs : 50 010 Arbitrage : Massimo Busacca |

| 14 avril 2009 20:45 (CEST) | Chelsea                                 | 4–4 | Liverpool                                              | Stamford Bridge, Londres                               |                                                        |
|                            | Drogba 51e · Alex 57e · Lampard 76e 89e |     | Aurélio 19e · Alonso 28e (pen.) · Lucas 81e · Kuyt 83e | Spectateurs : 38 286 Arbitrage : Luis Medina Cantalejo | Spectateurs : 38 286 Arbitrage : Luis Medina Cantalejo |
|                            | Rapport                                 |     |                                                        | Spectateurs : 38 286 Arbitrage : Luis Medina Cantalejo | Spectateurs : 38 286 Arbitrage : Luis Medina Cantalejo |

| 14 avril 2009 20:45 (CEST) | Bayern Munich | 1–1 | FC Barcelone | Allianz-Arena, Munich                            |                                                  |
|                            | Ribéry 47e    |     | Keita 73e    | Spectateurs : 66 000 Arbitrage : Roberto Rosetti | Spectateurs : 66 000 Arbitrage : Roberto Rosetti |
|                            | Rapport       |     |              | Spectateurs : 66 000 Arbitrage : Roberto Rosetti | Spectateurs : 66 000 Arbitrage : Roberto Rosetti |

### Demi-finales

#### Matchs aller
| 28 avril 2009 20:45 (CEST) | FC Barcelone | 0–0 | Chelsea | Camp Nou, Barcelone                             |
|                            |              |     |         | Spectateurs : 95 231 Arbitrage : Wolfgang Stark |
|                            | Rapport      |     |         |                                                 |

| 29 avril 2009 20:45 (CEST) | Manchester United | 1–0 | Arsenal | Old Trafford, Manchester                         |                                                  |
|                            | O'Shea 17e        |     |         | Spectateurs : 74 733 Arbitrage : Claus Bo Larsen | Spectateurs : 74 733 Arbitrage : Claus Bo Larsen |
|                            | Rapport           |     |         | Spectateurs : 74 733 Arbitrage : Claus Bo Larsen | Spectateurs : 74 733 Arbitrage : Claus Bo Larsen |

#### Matchs retour
| 5 mai 2009 20:45 (CEST) | Arsenal               | 1–3 | Manchester United                          | Emirates Stadium, Londres                        |                                                  |
|                         | van Persie 76e (pen.) |     | Park 8e · C.Ronaldo 11e 61e · Fletcher 75e | Spectateurs : 59 867 Arbitrage : Roberto Rosetti | Spectateurs : 59 867 Arbitrage : Roberto Rosetti |
|                         | Rapport               |     |                                            | Spectateurs : 59 867 Arbitrage : Roberto Rosetti | Spectateurs : 59 867 Arbitrage : Roberto Rosetti |

| 6 mai 2009 20:45 (CEST) | Chelsea   | 1–1 | FC Barcelone               | Stamford Bridge, Londres                            |                                                     |
|                         | Essien 9e |     | Abidal 66e · Iniesta 90+3e | Spectateurs : 37 857 Arbitrage : Tom Henning Øvrebø | Spectateurs : 37 857 Arbitrage : Tom Henning Øvrebø |
|                         | Rapport   |     |                            | Spectateurs : 37 857 Arbitrage : Tom Henning Øvrebø | Spectateurs : 37 857 Arbitrage : Tom Henning Øvrebø |

### Finale
| 27 mai 2009 20:45 (CEST) | FC Barcelone          | 2–0 | Manchester United | Stade Olympique, Rome, Italie                    |                                                  |
|                          | Eto'o 10e · Messi 70e |     |                   | Spectateurs : 62 467 Arbitrage : Massimo Busacca | Spectateurs : 62 467 Arbitrage : Massimo Busacca |
|                          | Rapport               |     |                   | Spectateurs : 62 467 Arbitrage : Massimo Busacca | Spectateurs : 62 467 Arbitrage : Massimo Busacca |

| FC Barcelone | Manchester United |

| BARCELONE :     |    |                     |     |     |
|                 |    |                     |     |     |
| GB              | 1  | Víctor Valdés       |     |     |
| DD              | 5  | Carles Puyol (c)    |     |     |
| DC              | 24 | Yaya Touré          |     |     |
| DC              | 3  | Gerard Piqué        | 16e |     |
| DG              | 16 | Sylvinho            |     |     |
| MD              | 6  | Xavi Hernández      |     |     |
| MC              | 28 | Sergio Busquets     |     |     |
| MG              | 8  | Andrés Iniesta      |     | 92e |
| ATD             | 10 | Lionel Messi        |     |     |
| ATC             | 9  | Samuel Eto'o        |     |     |
| ATG             | 14 | Thierry Henry       |     | 72e |
| Remplaçants :   |    |                     |     |     |
| GB              | 13 | José Manuel Pinto   |     |     |
| DF              | 2  | José Martín Cáceres |     |     |
| DF              | 46 | Marc Muniesa        |     |     |
| MC              | 15 | Seydou Keita        |     | 72e |
| MC              | 27 | Pedro Rodríguez     |     | 92e |
| AT              | 7  | Eidur Gudjohnsen    |     |     |
| AT              | 11 | Bojan Krkić         |     |     |
| Entraineur :    |    |                     |     |     |
| Josep Guardiola |    |                     |     |     |

| MANCHESTER UNITED : |    |                   |     |     |
|                     |    |                   |     |     |
| GB                  | 1  | Edwin van der Sar |     |     |
| DD                  | 22 | John O'Shea       |     |     |
| DC                  | 5  | Rio Ferdinand     |     |     |
| DC                  | 15 | Nemanja Vidic     | 93e |     |
| DG                  | 3  | Patrice Évra      |     |     |
| MD                  | 8  | Anderson          |     | 46e |
| MC                  | 16 | Michael Carrick   |     |     |
| MG                  | 11 | Ryan Giggs (c)    |     | 75e |
| ATD                 | 13 | Park Ji-sung      |     | 66e |
| ATC                 | 7  | Cristiano Ronaldo | 78e |     |
| ATG                 | 10 | Wayne Rooney      |     |     |
| Remplaçants :       |    |                   |     |     |
| GB                  | 29 | Tomasz Kuszczak   |     |     |
| DF                  | 21 | Rafael            |     |     |
| DF                  | 23 | Jonny Evans       |     |     |
| MC                  | 17 | Nani              |     |     |
| MC                  | 18 | Paul Scholes      | 80e | 75e |
| MC                  | 9  | Dimitar Berbatov  |     | 66e |
| MC                  | 32 | Carlos Tévez      |     | 46e |
| Entraineur :        |    |                   |     |     |
| Sir Alex Ferguson   |    |                   |     |     |